# 科克亚镇
科克亚镇，是中华人民共和国新疆维吾尔自治区和田地區于田县下辖的一个乡镇级行政单位。原为科克亚乡，2023年撤乡设镇。行政区划代码改为654027105。 

## 行政区划
科克亚镇下辖以下地区：
库塔孜艾日克村、喀拉都维村、科克亚村、巴什艾格来村、艾格来村、托万艾格来村、阔勒吐克村、英吾斯塘村、色日格奥依村、奥吐拉提热克村、阔什艾日克村、托万艾日克村和博斯坦提热克村。